# Itsy Bitsy Spider (comptine)
Pour les articles homonymes, voir Itsy Bitsy Spider (homonymie).
Itsy Bitsy Spider (également connu sous le nom de Incy Wincy Spider en Australie et en Grande-Bretagne, et sous plusieurs autres noms similaires) est une comptine populaire et un jeu de doigts (en) qui décrit les aventures d'une araignée qui monte, descend et remonte le tuyau d'un système de gouttière (ou, dans des variantes, le bec d'une théière ou un réservoir). Elle est généralement accompagnée d'une séquence de gestes qui miment les paroles de la chanson. Son numéro dans le Roud Folk Song Index est le 11586. Dans sa version francophone, elle est connue sous le titre de L'Araignée Gipsy, aussi orthographié L'Araignée Gypsie.

## Paroles
Bien que d'autres versions existent, sa version la plus courante utilise ces mots et gestes :
| Paroles anglaises | Jeu de doigts |
| --- | --- |
| The itsy bitsy spider climbed up the waterspout. Down came the rain and washed the spider out. Out came the sun and dried up all the rain and the itsy bitsy spider climbed up the spout again. | Touchez alternativement le pouce d'une main à l'index de l'autre. Tenez les deux mains en l'air et agitez les doigts pendant que les mains sont abaissées. Balayez les mains d'un côté à l'autre. Levez les deux mains et balayez sur les côtés pour former un demi-cercle comme le soleil. Remuez les doigts vers le haut. (Et recommencez) |

En français :
L'araignée Gipsy monte à la gouttière.

Tiens ! Voilà la pluie.

Gipsy tombe par terre.

Mais le soleil

a chassé la pluie.

L'araignée Gipsy monte à la gouttière.

## Origines
Sa première version peut être trouvée dans le livre américain Camp and Camino in Lower California de 1910,, où elle est appelée « la classique » Spider Song. Il semble que ce soit une version différente utilisant « blooming, bloody » au lieu de « itsy bitsy ». Elle a ensuite été publiée dans l'une de ses nombreuses versions modernes dans Western Folklore par la California Folklore Society (1948) et dans le American Folk Songs for Children de Mike et Peggy Seeger (1948).
Paroles de la Spider Song de 1910, citée comme la version « classique » :
Oh, the blooming, bloody spider went up the spider web,

The blooming, bloody rain came down and washed the spider out,

The blooming, bloody sun came out and dried up all the rain,

And the blooming, bloody spider came up the web again.
La chanson est chantée par et pour les enfants dans d'innombrables langues et cultures. Elle est similaire aux mélodies des chansons pour enfants « Auf der Mauer, auf der Lauer (de) » et « Spannenlanger Hansel (de) » dans les pays germanophones.

## Reprises
La comptine populaire a été réinterprétée à plusieurs reprises.
- 1980 : Patsy Biscoe (Incy Wincy Spider) CD : 50 Favourite Nursery Rhymes Vol. 1.
- 1987 : Carly Simon sur l'album Coming Around Again.
- 1989 : Nicole Kidman sur la bande originale de Calme blanc (Incy Wincy).
- 1991 : Little Richard sur le CD Disney For Our Children, au profit de la Elizabeth Glaser Pediatric AIDS Foundation.
- 1995 : Le groupe pop danois-norvégien Aqua, alors connu sous leur nom d'origine Joyspeed, sort le single Itsy Bitsy Spider.
- 2002 : The Mars Volta ont repris la comptine dans leur chanson « Eunuch Provocateur » de leur album Tremulant.
- 2002 : Raffi (en) l'a chanté sur son album Let's Play en ajoutant un couplet supplémentaire.
- 2002 : Joey DeLuxe pendant le générique de Arac Attack, les monstres à huit pattes.
- 2019 : Olivia Ruiz, L'araignée Gypsie dans l'album Les plus belles comptines d'Okoo

## Dans la culture populaire

### Cinéma
Dans le film d'horreur de Jordan Peele, Us, la jeune fille Adelaide Wilson commence à siffler « Itsy Bitsy Spider » lorsqu'elle est en bas du Palais du rire, devant la galerie des glaces. Son doppelgänger Red commence à siffler la même chanson, juste avant qu'ils se voient pour la première fois.
C'est l'un des principaux thèmes musicaux du film d'horreur Séance de 2006.
Elle est mentionnée dans deux films de Spider-Man : en 2002, par Willem Dafoe (Bouffon vert) dans Spider-Man et en 2014 par Jamie Foxx (Electro) dans The Amazing Spider-Man 2.

### Télévision
Bart Simpson chante la comptine dans le dixième épisode de la saison quatre des Simpsons, Le Premier Mot de Lisa. Elle est également présente dans le programme pour enfants Dora l'exploratrice et dans l'épisode de South Park, Un truc qu'on peut faire avec le doigt. Un enfant qui chante la comptine deux fois peut être entendu dans l'ouverture de l'épisode de Esprits criminels, Le Cerbère (Gatekeeper). Dans l'adaptation Netflix de Les Désastreuses Aventures des orphelins Baudelaire de Lemony Snicket, au milieu de l'épisode Une Pente glissante : Partie 1 de la saison 3, pendant la scène où les Baudelaires échappent aux Snow Scouts, Lemony Snicket dit aux téléspectateurs de renvoyer la scène à la chanson, sachant qu'ils l'ont appris dans leur enfance. Dans l'épisode Quiet Please (saison 8, épisode 5A) des Razmoket, les Razmoket lisent Itsy Bitsy Centipede.